# Кумінгтоніт
Кумінгтоніт — мінерал, гідроксилсилікат магнію і заліза ланцюжкової будови, член групи амфіболів. Синонім - києвіт.

## Загальний опис
Склад: (Mg, Fe2+)7Si8O22(OH)2.
Містить (%): MgO — 25-0; FeO — 6-47; Si — 47-53; H2О — 1,5-2,5.
Сингонія моноклінна.
Твердість 5,6-6,5.
Густина 3,1-3,6.
Блиск матовий або перламутровий, зрідка скляний.
Колір сірий, зелений або коричневий.
Звичайний мінерал амфіболітів, які утворені по основним магматичним породам при регіональному метаморфізмі.
Вперше знайдений у Каммінгтоні, шт. Массачусетс (США). Асоціює з фаялітом, геденбергітом та альмандином. Волокнисті різновиди використовуються як азбест.

## Різновиди
Розрізняють:
- куммінгтоніт магніїстий (відміна кумінгтоніту з вмістом Mg>Fe2+);
- куммінгтоніт цинковистий (відміна кумінгтоніту, яка містить до 10,5 % ZnO);
- куммінгтоніт цинковисто-марганцевистий (відміна кумінгтоніту з родовища Франклін (шт.Нью-Джерсі, США), які містить до 11 % ZnO і до 14 % MnO).